# زنگی بن مودود
زنگی بن مودود یا اتابک مظفرالدین زنگی بن مودود، دومین اتابک از اتابکان فارس و برادر اتابک سنقر بن مودود بود که بعد از مرگ برادر، توسط امیران و فرماندهان لشکر به اتابکی برگزیده شد. او در آغاز کار، مخالفان خود را از بین برد و برای آن‌که بر قدرت خود بیفزاید به دربار سلطان ارسلان بن طغرل، سلطان عراق، رفت و فرمان اتابکی را رسماً از او گرفت. آنگاه در شیراز به حکومت نشست. وی در تمام مدت سلطنت خود گرفتار درگیری با ملوک شبانکاره بود، اما توانست بر آنها چیره و پیروز شود.
وی همچنین توانست سلجوقیان کرمان را که قصد دخالت در امور اتابکان داشتند، وادار به عقب‌نشینی کند.